# Glass Animals
A Glass Animals egy brit indie rock együttes, amelyet Oxfordban alakítottak 2010-ben. Az együttes frontembere Dave Bayley, énekes, producer és dalszerző, akihez gyerekkori barátai, Joe Seaward, Ed Irwin-Singer és Drew MacFarlane csatlakoztak. Bayley szerezte és volt a producere mind a három Glass Animals albumnak. Az első lemezükön, a Zabán (2014) szerepelt a Gooey kislemez, amely platina minősítést ért el az Egyesült Államokban. Második stúdióalbumukat, a How to Be a Human Beinget méltatták a zenekritikusok és díjakat is nyert két kategóriában a 2018 MPG Awards díjátadón, amelyek közé tartozott az Év brit albuma, és jelölték Marcury-díjra is. A harmadik lemezük, a Dreamland volt az első önéletrajzi albumok és szerepelt rajta a Tokyo Drifting című kislemez, amely hetedik lett a Billboard Alternative Songs slágerlistán.
Heat Waves című daluk első helyezést ért el Ausztráliában 2021 februárjában és 2020-ban elsőnek választották a Triple J Hottest 100-on. 2022 márciusában elérte az egy milliárd streamet Spotifyon és első lett a Billboard Hot 100-on is, miután 59 hetet töltött a listán. A 64. Grammy-gálán jelölték őket a Legjobb új előadó kategóriában.

## Története

### 2012–2015: aZabaés középlemezek
Az együttes 2012. május 28-án adta ki debütáló középlemezét, a Leaflings-et, amelyen szerepelt a Cocoa Hooves kislemez. A Kaya Kaya Records független kiadón keresztül jelent meg, amely az XL Recordings leányvállalata. Ezzel egyidőben az együttes frontembere Dave Bayley a londoni King’s College-ben tanult, de elhagyta az egyetemet, miután Adele producere, Paul Epworth látta a Glass Animalst fellépni Londonban és leszerződtette őket a Wolf Tone kiadóhoz.
2013-ban kiadták Black Mambo / Exxus EP középlemezüket Európában és a Glass Animals EP-t az Egyesült Államokban. A Black Mambo dal digitális kiadása hozta meg az első igazi sikert az együttesnek a zenekritikusok körében. A  Glass Animals középlemezen közreműködtek a Woozy című dalon Jean Deaux-val.
2014-ben játszott először az együttes az Egyesült Államokban. Austinban léptek fel a South by Southwesten. Három további kislemezt adtak ki: a Poolst, a Gooeyt és a Hazeyt.
Mind az öt kislemez szerepelt az együttes első stúdióalbumán, a 2014. június 6-án megjelent Zabán. Ugyanebben az évben előadták a Gooey című kislemezt a Late Night with Seth Meyers, majd 2015 februárjában a The Late Show with David Letterman műsorán. 2015-ben több, mint 130 koncertet adtak világszerte, amelyek közé tartozott két teltházas koncert Los Angelesben. Ezek mellett eladták az összes jegyet New Yorkban (T5), Milwaukee-ban (The Riverside) és Kansas Cityben (Midland Theatre).
A Lose Control kislemezükön közreműködtek Joey Bada$$ rapperrel, amely 2015. október 6-án jelent meg.

### 2016–2019:How to Be a Human Being
2016. május 16-án az együttes kiadta How to Be a Human Being albumuk első kislemezét, a Life Itselfet. A dal 14. helyig jutott a Billboard alternatív dallistáján. Június 7-én adtak ki a dalhoz egy videóklipet és létrehoztak egy weboldalt a dal karaktere alapján. Július 25-én megjelent az album második kislemeze, a Youth, egy videóklippel együtt. A dalt felhasználták az EA Sports FIFA 17 videójátékában. Négy nappal az album augusztus 26-i megjelenése előtt kiadták a Season 2 Episode 3 kislemezt.
A How to Be a Human Being augusztus 26-án jelent meg a Wolf Tone és a Caroline International kiadókon keresztül. Az albumot idegenek történetei inspirálták, akikkel Bayley turnézás közben találkozott, minden dal egy más történetet mesél el, más perspektívákból. Az albumot általánosan méltatták a zenekritikusok, de voltak, akiknek kevésbé tetszett, főleg azért, mert túl korainak tartották kiadását. A Laneway Fesztiválokon hat különböző városban léptek fel.
2018 júliusában Joe Seaward dobos komolyan megsérült, mikor elütötte egy teherautó Dublinban. Az együttesnek ezért le kellett mondani a turné további részét.

### 2019–napjainkig:Dreamlandés aHeat Wavessikere
Miután befejezték a How to Be a Human Beinget népszerűsítő turnét, az együttes kiadott két kislemezt, a Tokyo Driftinget Denzel Curryvel és a Your Love (Déjà Vu)-t 2020. február 19-én. Május 1-én pedig megjelent a Dreamland című kislemez, az album bejelentésével együtt, amelyet 2020. július 10-én terveztek kiadni. Az albumot Seaward balesete után kezdte el szerezni Bayley, a kórházi látogatások közben. Emlékeket kezdett el gyűjteni és azokat dalokba írni. Ezekből az emlékekből alakult ki a nagyon személyes és nosztalgikus Dreamland album, amely tele van hivatkozásokkal Bayley gyerekkorára és életére.
Június 28-án az együttes bejelentette, hogy elhalasztják az albumot, hogy a „Black Lives Matter mozgalmon, a rasszizmusról, illetve rendőrségi túlkapásokról szóló dialóguson maradjon a hangsúly világszerte.” A Dreamland 2020. augusztus 7-én jelent meg a Polydor Records kiadón keresztül és második helyen debütált a Brit albumlistán. A Heat Waves című daluk szerepelt a FIFA 21-ben hallható dalok között. 2020. október 13-án pedig az Apple is felhasználta egyik eseményén. 2021. január 23-án a Heat Waves első lett Ausztráliában a Triple J Hottest 100 of 2020 listán. A következő hónapban az ARIA kislemezlistáján első lett. 2022 márciusában elérte az egy milliárd streamet Spotifyon és első lett a Billboard Hot 100-on is, miután 59 hetet töltött a listán.
Az I Don’t Wanna Talk (I Just Wanna Dance) szerepel a FIFA 22 dalai között.

## Tagok
- Dave Bayley – énekes, gitár, billentyűk, dobok, csörgődob
- Drew MacFarlane – gitár, billentyűk, háttérének
- Edmund Irwin-Singer – basszusgitár, billentyűk, háttérének
- Joe Seaward – dobok, ütőhangszerek

## Diszkográfia

### Stúdióalbumok
| Cím                                                                                              | Részletek | Legmagasabb pozíciók albumlistákon | Legmagasabb pozíciók albumlistákon | Legmagasabb pozíciók albumlistákon | Legmagasabb pozíciók albumlistákon | Legmagasabb pozíciók albumlistákon | Legmagasabb pozíciók albumlistákon | Legmagasabb pozíciók albumlistákon | Legmagasabb pozíciók albumlistákon | Legmagasabb pozíciók albumlistákon | Legmagasabb pozíciók albumlistákon | Eladások                  | Minősítések                           |
| Cím                                                                                              | Részletek | UK                                 | AUS                                | BEL (FL)                           | BEL (WA)                           | CAN                                | IRL                                | NLD                                | NZ                                 | SWI                                | US                                 | Eladások                  | Minősítések                           |
| ------------------------------------------------------------------------------------------------ | --- | ---------------------------------- | ---------------------------------- | ---------------------------------- | ---------------------------------- | ---------------------------------- | ---------------------------------- | ---------------------------------- | ---------------------------------- | ---------------------------------- | ---------------------------------- | ------------------------- | ------------------------------------- |
| Zaba                                                                                             | - Megjelent: 2014. június 6. - Kiadó: Wolf Tone, Caroline International, Harvest - Formátumok: CD, LP, digitális letöltés                | 92                                 | 12                                 | —                                  | 162                                | —                                  | —                                  | —                                  | —                                  | —                                  | 177                                | - US: 136 000             |                                       |
| How to Be a Human Being                                                                          | - Megjelent: 2016. augusztus 26. - Kiadó: Wolf Tone, Caroline International - Formátumok: CD, LP, digitális letöltés                     | 23                                 | 11                                 | 68                                 | 151                                | 50                                 | 20                                 | 77                                 | —                                  | 87                                 | 20                                 | - UK: 27 828 - US: 12 000 | - BPI: Ezüstlemez                     |
| Dreamland                                                                                        | - Megjelent: 2020. augusztus 7. - Kiadó: Wolf Tone, Universal Music Operations Limited, Polydor - Formátumok: CD, LP, digitális letöltés | 2                                  | 6                                  | 32                                 | 106                                | 13                                 | 8                                  | 15                                 | 8                                  | 51                                 | 7                                  | - US: 60 000              | - MC: Platinalemez - RIAA: Aranylemez |
| I Love You So F***ing Much                                                                       | - Megjelent: 2024. július 19. - Kiadó: Polydor - Formátumok: CD, LP, digitális letöltés                                                  | 4                                  | —                                  | —                                  | —                                  | —                                  | —                                  | —                                  | —                                  | —                                  | —                                  |                           |                                       |
| a — olyan albumot jelöl, amely nem szerepelt slágerlistán vagy nem jelent meg az adott régióban. | |                                    |                                    |                                    |                                    |                                    |                                    |                                    |                                    |                                    |                                    |                           |                                       |

### Remixalbumok
| Cím     | Részletek                                                                          |
| ------- | ---------------------------------------------------------------------------------- |
| Remixes | - Megjelent: 2015. február 17. - Kiadó: Wolf Tone - Formátumok: digitális letöltés |

### Középlemezek
| Cím                         | Részletek |
| --------------------------- | --- |
| Leaflings                   | - Megjelent: 2012. május 28. - Kiadó: Kaya Kaya Records - Formátumok: digitális letöltés                               |
| Glass Animals               | - Megjelent: 2013. - Kiadó: Wolf Tone - Formátumok: digitális letöltés                                                 |
| Pools                       | - Megjelent: 2014. - Kiadó: Wolf Tone - Formátumok: digitális letöltés                                                 |
| Adulthood                   | - Megjelent: 2020. november 20. - Kiadó: UMG Recordings - Formátumok: digitális letöltés                               |
| Adolescence                 | - Megjelent: 2020. december 4. - Kiadó: UMG Recordings - Formátumok: digitális letöltés                                |
| Childhood                   | - Megjelent: 2021. január 8. - Kiadó: UMG Recordings - Formátumok: digitális letöltés                                  |
| Heat Waves (Expansion Pack) | - Megjelent: 2021. március 18. - Kiadó: Wolf Tone, Universal Music Operations Limited - Formátumok: digitális letöltés |

### Kislemezek
| Cím                                                                                              | Év   | Legmagasabb pozíciók slágerlistákon | Legmagasabb pozíciók slágerlistákon | Legmagasabb pozíciók slágerlistákon | Legmagasabb pozíciók slágerlistákon | Legmagasabb pozíciók slágerlistákon | Legmagasabb pozíciók slágerlistákon | Legmagasabb pozíciók slágerlistákon | Legmagasabb pozíciók slágerlistákon | Legmagasabb pozíciók slágerlistákon | Legmagasabb pozíciók slágerlistákon | Minősítések | Album                          |
| Cím                                                                                              | Év   | UK                                  | AUS                                 | BEL (FL)                            | CAN                                 | GER                                 | IRL                                 | NZ                                  | SWI                                 | US                                  | WW                                  | Minősítések | Album                          |
| ------------------------------------------------------------------------------------------------ | ---- | ----------------------------------- | ----------------------------------- | ----------------------------------- | ----------------------------------- | ----------------------------------- | ----------------------------------- | ----------------------------------- | ----------------------------------- | ----------------------------------- | ----------------------------------- | --- | ------------------------------ |
| Cocoa Hooves                                                                                     | 2012 | —                                   | —                                   | —                                   | —                                   | —                                   | —                                   | —                                   | —                                   | —                                   | —                                   | | Leaflings EP                   |
| Psylla                                                                                           | 2013 | —                                   | —                                   | —                                   | —                                   | —                                   | —                                   | —                                   | —                                   | —                                   | —                                   | | Glass Animals EP               |
| Black Mambo                                                                                      | 2013 | —                                   | —                                   | —                                   | —                                   | —                                   | —                                   | —                                   | —                                   | —                                   | —                                   | | Zaba                           |
| Pools                                                                                            | 2014 | —                                   | —                                   | —                                   | —                                   | —                                   | —                                   | —                                   | —                                   | —                                   | —                                   | | Zaba                           |
| Gooey                                                                                            | 2014 | —                                   | 40                                  | —                                   | —                                   | —                                   | —                                   | —                                   | —                                   | —                                   | —                                   | - BPI:Ezüstlemez - ARIA:Platinalemez - MC:Platinalemez - RIAA:Platinalemez | Zaba                           |
| Hazey                                                                                            | 2014 | —                                   | —                                   | —                                   | —                                   | —                                   | —                                   | —                                   | —                                   | —                                   | —                                   | | Zaba                           |
| Lose Control (Joey Bada$$-szel)                                                                  | 2015 | —                                   | —                                   | —                                   | —                                   | —                                   | —                                   | —                                   | —                                   | —                                   | —                                   | | nem jelent meg albumon         |
| Life Itself                                                                                      | 2016 | —                                   | —                                   | —                                   | —                                   | —                                   | —                                   | —                                   | —                                   | —                                   | —                                   | | How to Be a Human Being        |
| Youth                                                                                            | 2016 | —                                   | —                                   | —                                   | —                                   | —                                   | —                                   | —                                   | —                                   | —                                   | —                                   | - ARIA:Aranylemez | How to Be a Human Being        |
| Season 2 Episode 3                                                                               | 2016 | —                                   | —                                   | —                                   | —                                   | —                                   | —                                   | —                                   | —                                   | —                                   | —                                   | | How to Be a Human Being        |
| Pork Soda                                                                                        | 2017 | —                                   | —                                   | —                                   | —                                   | —                                   | —                                   | —                                   | —                                   | —                                   | —                                   | | How to Be a Human Being        |
| Agnes                                                                                            | 2017 | —                                   | —                                   | —                                   | —                                   | —                                   | —                                   | —                                   | —                                   | —                                   | —                                   | | How to Be a Human Being        |
| Tokyo Drifting (Denzel Curryvel)                                                                 | 2019 | —                                   | —                                   | —                                   | —                                   | —                                   | —                                   | —                                   | —                                   | —                                   | —                                   | - ARIA:Platinalemez | Dreamland                      |
| Your Love (Déjà Vu)                                                                              | 2020 | —                                   | —                                   | —                                   | —                                   | —                                   | —                                   | —                                   | —                                   | —                                   | —                                   | | Dreamland                      |
| Dreamland                                                                                        | 2020 | —                                   | —                                   | —                                   | —                                   | —                                   | —                                   | —                                   | —                                   | —                                   | —                                   | | Dreamland                      |
| Heat Waves (szóló vagy Iann Diorral)                                                             | 2020 | 5                                   | 1                                   | 5                                   | 3                                   | 2                                   | 5                                   | 3                                   | 1                                   | 1                                   | 1                                   | - AFP: 2× Platinalemez - ARIA: 8× Platinalemez - BPI: 2× Platinalemez - BVMI: 3× Aranylemez - FIMI:Platinalemez - GLF:Aranylemez - IFPI DAN:Platinalemez - IFPI GRE:Aranylemez - MC: 6× Platinalemez - PROMUSICAE:Platinalemez - RIAA: 3× Platinalemez - RMNZ: 4× Platinalemez - ZPAV:Platinalemez | Dreamland                      |
| It’s All So Incredibly Loud                                                                      | 2020 | —                                   | —                                   | —                                   | —                                   | —                                   | —                                   | —                                   | —                                   | —                                   | —                                   | | Dreamland                      |
| Tangerine (Arlo Parks közreműködésével)                                                          | 2020 | —                                   | —                                   | —                                   | —                                   | —                                   | —                                   | —                                   | —                                   | —                                   | —                                   | | Dreamland                      |
| Space Ghost Coast to Coast (Bree Runway-jel)                                                     | 2021 | —                                   | —                                   | —                                   | —                                   | —                                   | —                                   | —                                   | —                                   | —                                   | —                                   | | Dreamland                      |
| I Don’t Wanna Talk (I Just Wanna Dance)                                                          | 2021 | —                                   | —                                   | —                                   | —                                   | —                                   | 92                                  | —                                   | —                                   | —                                   | —                                   | | Dreamland (+ Bonus Levels 2.0) |
| a — olyan albumot jelöl, amely nem szerepelt slágerlistán vagy nem jelent meg az adott régióban. |      |                                     |                                     |                                     |                                     |                                     |                                     |                                     |                                     |                                     |                                     | |                                |

### Promóciós kislemezek
| Cím                                           | Év   | Album                  |
| --------------------------------------------- | ---- | ---------------------- |
| Heart-Shaped Box (Quarantine Covers Ep. 1)    | 2020 | Nem jelent meg albumon |
| Young and Beautiful (Quarantine Covers Ep. 2) | 2020 | Nem jelent meg albumon |

### Más slágerlistán szereplő dalok
| Cím                                                                                              | Év   | Legmagasabb pozíciók slágerlistákon | Legmagasabb pozíciók slágerlistákon | Album                   |
| Cím                                                                                              | Év   | NZ Hot                              | US Rock                             | Album                   |
| ------------------------------------------------------------------------------------------------ | ---- | ----------------------------------- | ----------------------------------- | ----------------------- |
| The Other Side of Paradise                                                                       | 2016 | —                                   | 45                                  | How to Be a Human Being |
| Hot Sugar                                                                                        | 2020 | 28                                  | 41                                  | Dreamland               |
| Waterfalls Coming Out Your Mouth                                                                 | 2020 | —                                   | 45                                  | Dreamland               |
| a — olyan albumot jelöl, amely nem szerepelt slágerlistán vagy nem jelent meg az adott régióban. |      |                                     |                                     |                         |

Megjegyzések
1. ↑  A How to Be a Human Being nem szerepelt a NZ Top 40 Albums Charton, de második lett a NZ Heatseekers kislemezlistán.[36]
2. ↑  A Gooey nem érte el a Brit kislemezlistát, de 36. volt a Brit hanglemezeladási listán.[60]
3. ↑  A Gooey nem érte el a Billboard Hot 100 listát, de 20. volt a Hot Singles Sales listán.[61]
4. ↑  A Life Itself nem érte ek a Flanders Ultratop 50 slágerlistát, de szerepelt az Ultratip listán.[27]
5. ↑  A Youth nem érte el a Flanders Ultratop 50 slágerlistát, de szerepelt az Ultratip listán.[27]
6. ↑  A Season 2 Episode 3 nem érte el a Flanders Ultratop 50 slágerlistát, de szerepelt az Ultratip listán.[27]
7. ↑  A Tokyo Drifting nem érte el a Brit kislemezlistán, de 22. lett a hanglemezeladási listán.[71]
8. ↑  A Tokyo Drifting nem érte el a Flanders Ultratop 50 slágerlistát, de szerepelt a Ultratip listán.[27]
9. ↑  A Tokyo Drifting nem érte el a New Zealand Top 40 kislemezlistát, de 40. lett a New Zealand Hot Singles Chart listán.[72]
10. ↑  A Your Love (Déjà Vu) nem érte el a Flanders Ultratop 50 slágerlistát, de szerepelt az Ultratip listán.[27]
11. ↑  A Your Love (Déjà Vu) nem érte el a New Zealand Top 40 kislemezlistát, de 35. lett a New Zealand Hot Singles Chart listán.[75]
12. ↑  A Dreamland nem érte el a New Zealand Top 40 kislemezlistát, de 28. lett a New Zealand Hot Singles Chart listán.[77]
13. ↑  Az It's All So Incredibly Loud nem érte el a New Zealand Top 40 kislemezlistát, de 35. lett a New Zealand Hot Singles Chart listán.[90]
14. ↑  A számok mind a szóló verziót, mind az Arlo Parks közreműködésével kiadott változatokat mutatják, bár csak csak az utóbbi jelent meg kislemezként.
15. ↑  A Tangerine nem érte el a New Zealand Top 40 kislemezlistát, de 13. lett a New Zealand Hot Singles Chart listán.[92]
16. ↑  A számok mind a szóló verziót, mind a Bree Runway közreműködésével kiadott változatokat mutatják, bár csak csak az utóbbi jelent meg kislemezként.
17. ↑  A Space Ghost Coast to Coast nem érte el a New Zealand Top 40 kislemezlistát, de 25. lett a New Zealand Hot Singles Chart listán.[92]
18. ↑  Az I Don't Wanna Talk (I Just Wanna Dance) nem érte el a New Zealand Top 40 kislemezlistát, de 22. lett a New Zealand Hot Singles Chart listán.[95]

## Díjak és jelölések
| Év   | Díjátadó    | Kategória         | Jelölt/Munka  | Eredmény | For.   |
| ---- | ----------- | ----------------- | ------------- | -------- | ------ |
| 2022 | Grammy-gála | Legjobb új előadó | Glass Animals | Függőben | [ 99 ] |